# Ultimate Wolverine vs. Hulk
Ultimate Wolverine vs. Hulk è una miniserie a fumetti della linea Ultimate Marvel, scritta da Damon Lindelof e disegnata da Leinil Francis Yu, pubblicata negli Stati Uniti dal 2006 al 2008. In italiano è stata pubblicata integralmente nel volume Marvel Mega n. 53. La storia narra le vicende che coinvolgono Wolverine nella sua caccia a Hulk e gli eventi di questa storia sono direttamente successivi a Ultimates n. 17, mentre per quanto riguarda Ultimate X-Men gli eventi si svolgono dal n. 36 al n. 38; l'intera serie è narrata tramite flashback, quindi in ordine non cronologico.

## Trama
Bruce Banner viene condannato a morte perché, sotto forma di Hulk, ha provocato la morte di più di 800 persone; riesce tuttavia a scampare all'esplosione atomica che avrebbe dovuto ucciderlo (grazie a una soffiata di Hank Pym) e decide di cambiare vita e abbandonare la propria identità. Dopo aver lasciato una scia di morte nei suoi tentativi di stabilirsi in Normandia e a Parigi (dove cerca invano di guarire con sedute di psicoterapia), Banner si reca dal Panchen Lama, in Tibet, dove, sotto forma di Hulk, ritrova la pace interiore e l'autocontrollo.
Logan viene convocato da Nick Fury e gli viene affidata la missione di trovare ed uccidere Banner; dopo essersi recato in Tibet e dopo aver fatto perdere la calma a Hulk (parlandogli di Betty Ross) inizia lo scontro.
Nel frattempo Betty Ross è in pena per Banner, perché nonostante tutto lo ama ancora: riesce quindi a raggirare Fury, per il quale lavora, e a procurarsi una variante del siero del supersoldato creato dalla dottoressa Jennifer Walters, in grado di trasformarla in una Hulk dotata di autocontrollo.
Dopo esserselo iniettato, Betty si trasforma in She-Hulk, si lancia da un aereo e attacca Hulk, il quale è sul punto di divorare una delle gambe di Wolverine dopo averlo spezzato in due. Mentre Logan cerca di ricomporre il proprio corpo i due giganti verdi hanno un amplesso, interrotto da un missile fatto lanciare da Fury. Appena prima dell'esplosione Hulk urla a Betty di incontrarsi in segreto a Casablanca.
Nella base dello S.H.I.E.L.D. Nick Fury interroga la testa staccata di Logan per farsi spiegare la vicenda in Tibet; poco dopo Logan evade dalle prigioni dello S.H.I.E.L.D. con l'aiuto di Forge, dal quale si fa anche costruire due speciali collari per Banner e Betty: si tratta di un dispositivo in grado di convertire la forza esercitata in una forza contraria di migliaia di tonnellate, capace quindi di decapitare Hulk nel caso questo tentasse di forzarlo.
Logan si reca da Betty Ross: dopo uno scontro (nel quale il canadese perde un occhio) Betty è costretta ad indossare il collare, dopo la minaccia di Logan di ucciderla. Bruce Banner si trova su un aereo diretto a Casablanca e viene raggiunto da Logan. Dopo che il collare gli è stato infilato a tradimento, Bruce si butta dall'aereo, seguito da Logan: Logan non vuole uccidere Banner, bensì Hulk, perciò taglia il collare prima dell'impatto consentendo a Banner di trasformarsi e di sopravvivere. I due vengono raggiunti da Nick Fury, il quale informa Banner che Betty è nelle mani dello S.H.I.E.L.D. e gli consiglia, per rivederla, di tornare a lavorare per lui. La storia si conclude con Wolverine e Hulk che camminano insieme nel deserto, diretti a casa.

## Citazioni e riferimenti
- La storia è scritta da Damon Lindelof, uno dei creatori di Lost: entrambe le serie hanno la caratteristica struttura a flashback. Damon Lindelof è inoltre produttore del film Star Trek e in una scena del fumetto si vede la dottoressa Jennifer Walters comprare un DVD di Star Trek, non ancora uscito al cinema, sul mercato nero. In un'altra scena Logan dice a Forge che «Star Trek è per i nerd».
- L'episodio narrato nella serie è la versione Ultimate del celebre scontro fra Wolverine e Hulk della continuity classica, narrato in Incredible Hulk n. 180; tale episodio portò, nel 1974, alla creazione stessa del personaggio di Wolverine.
- In questa serie fa la sua comparsa la versione Ultimate di She-Hulk, il cui alter ego non è tuttavia Jennifer Walters, ma Betty Ross.
- In questa serie la versione Ultimate di Hulk ha la pelle verde: in precedenza, Ultimate Hulk aveva avuto la pelle verde solo nella sua prima apparizione (su Ultimate Spider-Man Special n°1), in seguito la pelle dell'alter ego mostruoso di Bruce Banner era sempre stata grigia.
- Il dipinto dietro cui si nascondono Betty Ross e Jennifer Walters durante l'incontro tra Wolverine e Nick Fury è il quadro centrale del Trittico del Giardino delle delizie di Hieronymus Bosch; è visibile nello studio di Fury anche sulle pagine di Ultimate X-Men.

### Citazioni della serie in altri fumetti
- Ultimates n. 43: quando Wolverine combatte contro la copia robotica di Hulk esclama: «Vorrei quasi che fossi il vero Hulk... Io e lui abbiamo ancora dei conti in sospeso»; quando Hulk viene bloccato da Jean Grey per essere portato alla cittadella di Magneto, vedendo Logan esclama: «Hulk si ricorda di te. Hulk ti ha spezzato in due».
- Ultimate X-Men n. 36: Wolverine riceve la telefonata in cui Fury gli commissiona la caccia a Hulk; in seguito a questa telefonata Logan esce di scena e ritorna nel n. 38.
- Ultimate X-Men n. 45: Wolverine, dopo una dura lotta contro Colosso, gli racconta di quando Hulk lo ha diviso in due, dicendo che è stato epico.